# Pleuretra similis
Pleuretra similis är en hjuldjursart som beskrevs av Bartos 1963. Pleuretra similis ingår i släktet Pleuretra och familjen Philodinidae. Inga underarter finns listade i Catalogue of Life.